# Jóga (umělecký směr)
Jóga (japonsky 洋画, zkráceno ze 西洋画, seijóga, doslova západní umění) byl umělecký směr v Japonském císařství konce 19. století a první poloviny 20. století s počátky v období Meidži. Během omezeného styku Japonska se západním uměním vznikala po krátkou dobu díla inspirovaná jezuitskými misionáři v 16. století a  v 18. století obyvateli nizozemské enklávy Dedžima. S otevřením země světu se začali akademičtí malíři zajímat o evropské olejomalby, které shledali technologicky vyspělejšími než místní obrazy tvořené minerálními, vodorozpustnými barvami a inkoustem na hedvábí a lépe uzpůsobenými k přesnému zachycení reality. Kromě materiálů přebírali také perspektivu a náměty – například autoportrét nebyl do té doby v Japonsku běžný. Směr byl podporován státními institucemi, sloužil propagandě a byl exportován do japonských kolonií. Evropskou destinací pro malíře tohoto směru byla hlavně Paříž.
Moderní směry jóga a více tradicionalistický nihonga („japonské umění“) dominovaly japonskému uměleckému světu druhé poloviny 19. a první poloviny 20. století. Tato distinkce byla formalizována v roce 1907 na národní umělecké výstavě, která měla pro „západní“ a „japonské“ umění vlastní kategorie. Ve 30. a 40. letech byla olejomalba používána pro heroické výjevy japonských vojáků, nihonga k malbě přírody a idylických scén.  Po druhé světové válce styl jóga převládl a přestalo se mluvit o dvou směrech současného japonského umění.
Mezi nejvýznamnější malíře směru patřili Seiki Kuroda (1866–1924), Takedži Fudžišima (1867–1943), Narašige Koide (1887–1931), Rjúzaburó Umehara (1888–1986) či Rjúsei Kišida (1891–1929). V dominantně mužském směru se z žen nejvíce prosadila Haruko Hasegawa (1895–1967). Olejomalbu v mládí studoval také Akira Kurosawa.

## Galerie

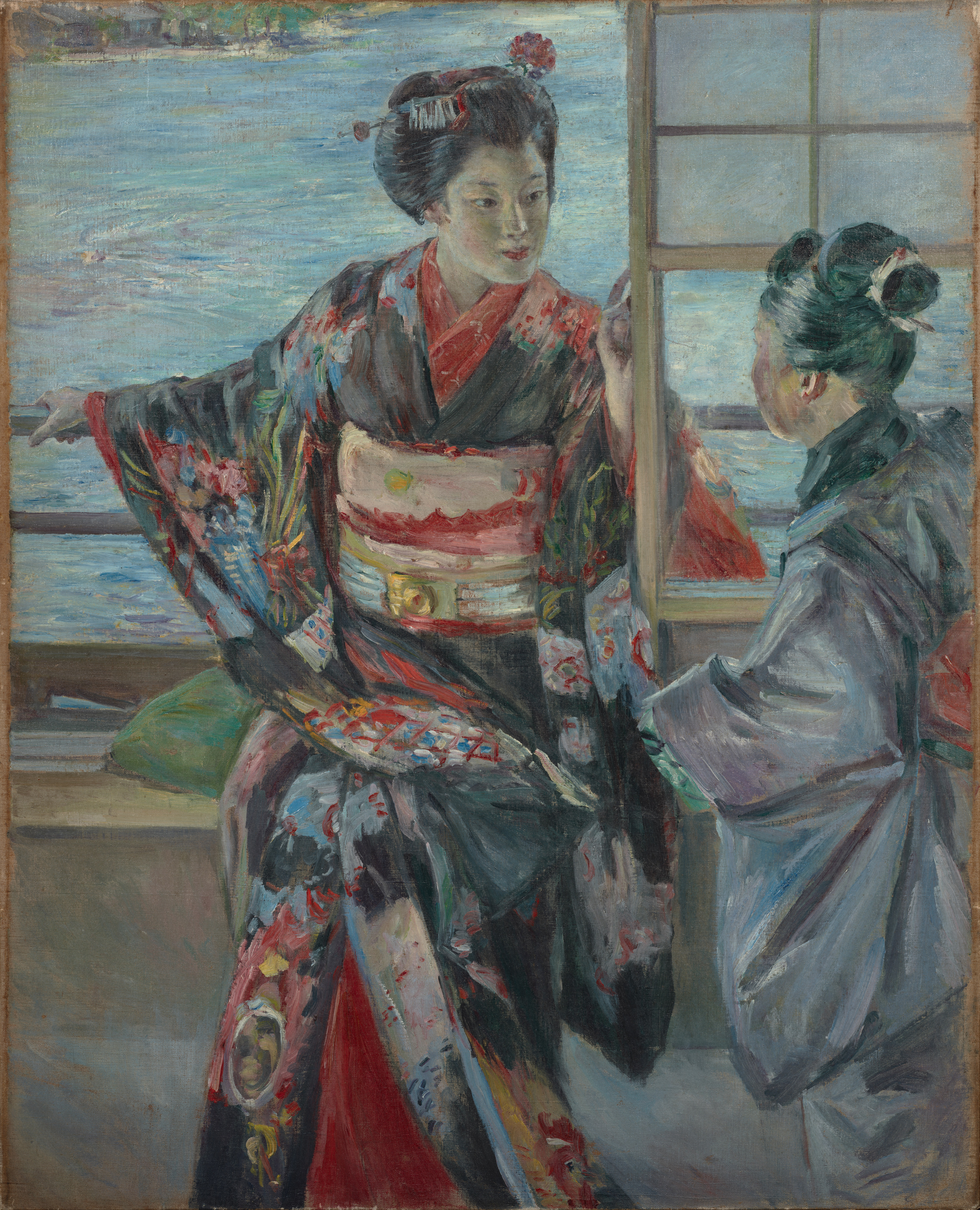
Maiko, olej na plátně, Seiki Kuroda, 1893
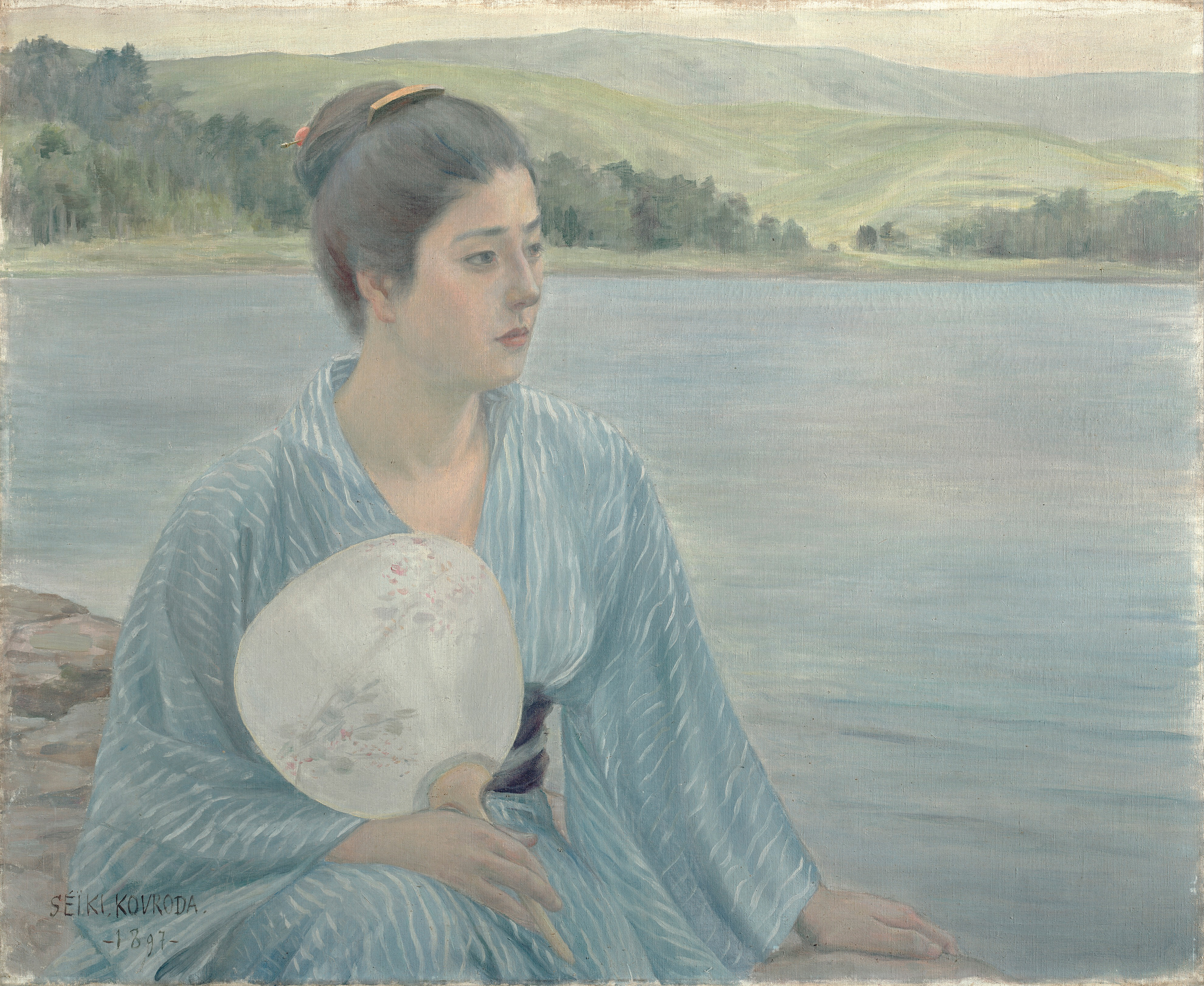
U jezera, olej na plátně, Seiki Kuroda, 1897
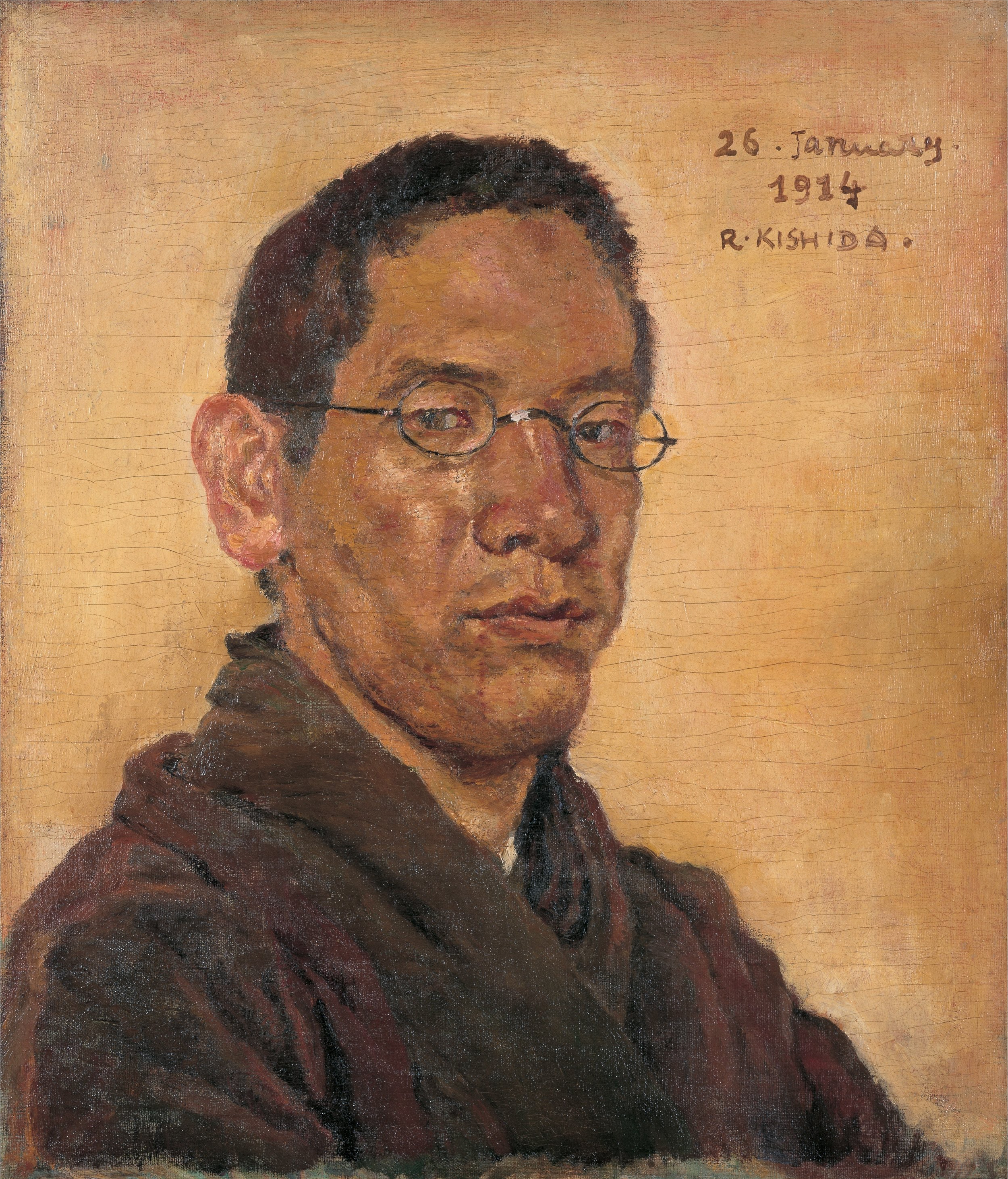
Autoportrét, Rjúsei Kišida, 1914
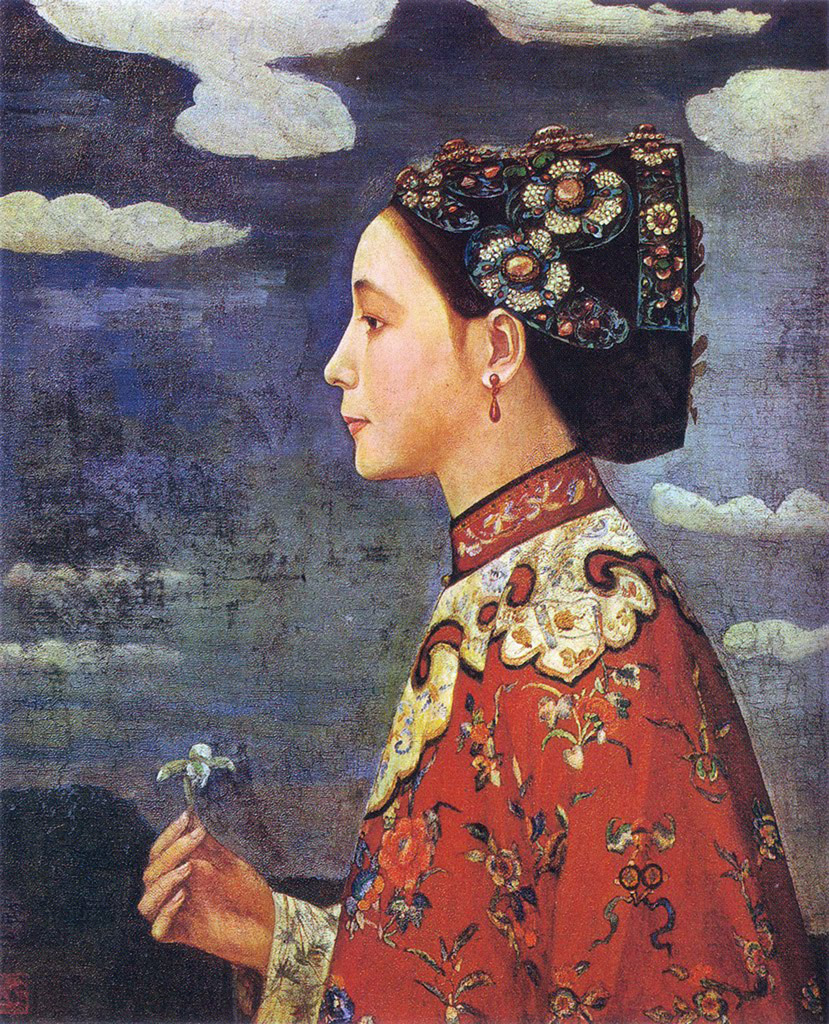
Orchidej, olej na plátně, Takedži Fudžišima, 1926
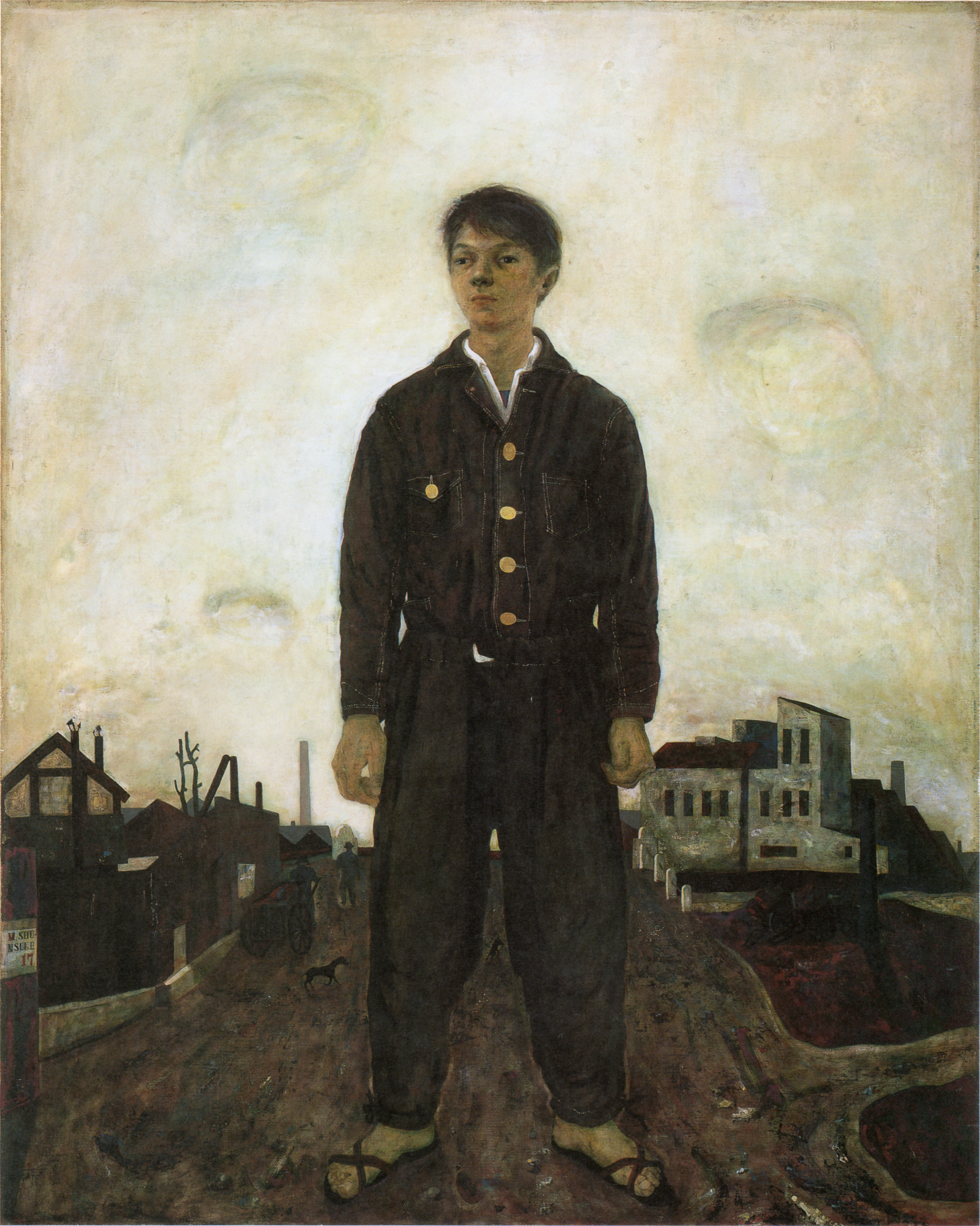
Postava (autoportrét), olej na plátně, Šunsuke Macumoto, 1942